# 阿拉克别克河
阿拉克别克河 (Alqabek River)，流经中华人民共和国与哈萨克斯坦交界地区的一条河流，是额尔齐斯河右岸支流。发源于哈萨克斯坦东哈萨克斯坦州库尔丘姆县东北阿祖套山南坡，向南流经阿连谢夫卡(Terekty)，于第八界点，中国境内941米高地以北约2.3公里右纳阿克塔斯河后成为中哈两个界河，蜿蜒向西南流经阿黑土别克口岸、阿克吐别克、下阿黑吐拜克、一八五团，于一八五团六连西南北湾哨所汇入额尔齐斯河。河流全长95千米（其中国界段长约66千米），流域面积998平方千米。河流径流补给来源主要为季节性积雪融化。